# Campionati europei di tuffi 2025 - Piattaforma 10 metri femminile
La gara della piattaforma femminile da 10 metri ai campionati europei di tuffi 2025 si è svolta il 24 maggio 2025 presso la Gloria Sports Arena di Antalya. Hanno preso parte alla competizione dodici atlete

## Risultati

### Qualificazioni
| Pos. | Atleta                            | Punti  | Gap    | Note |
| ---- | --------------------------------- | ------ | ------ | ---- |
| 1    | Else Guurtje Praasterink          | 322.10 |        | Q    |
| 2    | Sarah Jodoin di Maria             | 293.05 | 29.05  | Q    |
| 3    | Sofiia Lyskun                     | 290.80 | 31.30  | Q    |
| 4    | Ana Carvajal San Miguel           | 272.35 | 49.75  | Q    |
| 5    | Hannah Newbrook                   | 264.70 | 57.40  | Q    |
| 6    | Pauline Alexandra Pfeif           | 255.75 | 66.35  | Q    |
| 7    | Maria Lukaszewicz                 | 252.50 | 69.60  | Q    |
| 8    | Nicoleta-Angelica Muscalu         | 244.10 | 78.00  | Q    |
| 9    | Valeria Angelina Antolino Pacheco | 231.70 | 90.40  | Q    |
| 10   | Ioana-Andreea Carcu               | 206.95 | 115.15 | Q    |
| 11   | Amanda Lundin                     | 202.55 | 119.55 | Q    |
| 12   | Alisa Zakaryan                    | 153.85 | 168.25 | Q    |

### Finale
| Pos. | Atleta                            | Punti  | Gap    |
| ---- | --------------------------------- | ------ | ------ |
|      | Sarah Jodoin di Maria             | 324.85 |        |
|      | Pauline Alexandra Pfeif           | 319.45 | 5.40   |
|      | Else Guurtje Praasterink          | 312.10 | 12.75  |
| 4    | Valeria Angelina Antolino Pacheco | 298.10 | 26.75  |
| 5    | Sofiia Lyskun                     | 281.10 | 43.75  |
| 6    | Nicoleta-Angelica Muscalu         | 274.30 | 50.55  |
| 7    | Ana Carvajal San Miguel           | 271.55 | 53.30  |
| 8    | Maria Lukaszewicz                 | 254.00 | 70.85  |
| 9    | Hannah Newbrook                   | 237.20 | 87.65  |
| 10   | Ioana-Andreea Carcu               | 227.30 | 97.55  |
| 11   | Amanda Lundin                     | 222.05 | 102.80 |
| 12   | Alisa Zakaryan                    | 157.15 | 167.70 |